# فايسي
فايسي (بالإنجليزية: Visy)‏ أو فايسي للصناعات (بالإنجليزية: Visy Industries)‏ هي شركة أسترالية أمريكية تأسست في ملبورن عام 1948 وهي شركة خاصة للورق والتعبئة وإعادة التدوير. كانت فايسي مملوكة لريتشارد برات حتى وفاته في أبريل 2009، عندما تولى ابنه أنتوني برات منصب الرئيس التنفيذي. وقد ترأس أيضًا توسعًا كبيرًا في سوق التغليف الآسيوي وانتقل إلى وضع فايسي كلاعب رئيسي في الأمن الغذائي للمنطقة.